# La Ferté-Alais
La Ferté-Alais là một xã trong vùng hành chính Île-de-France, thuộc tỉnh Essonne, quận Étampes, tổng La Ferté-Alais. Tọa độ địa lý của xã là 48° 28' vĩ độ bắc, 02° 20' kinh độ đông.

## Địa điểm tham quan
- Nhà thờ được xây giữa 1117 và 1165.